# 黄草坪水库
黄草坪水库是中国云南省曲靖市马龙县境内的一座水库，位于龙洞河上，建于1977年。水库正常库容为936万立方米，集雨面积为20平方千米，海拔为2118米。